# 鄭義 (作家)
鄭義（1947年3月10日—），原名郑光召，中國當代作家、前中国电影家协会山西省分会主席，伤痕文学、寻根文学流派的代表人物之一。
鄭義代表作包括《枫》、《老井》、《远村》、《红色纪念碑》等。其中《枫》、《老井》于1980年代被改编成电影，后者获得1987年东京国际电影节“金麒麟奖”、1988年第11届百花奖的最佳故事片奖以及最佳男女主角奖。
郑义曾担任独立中文笔会会长、中国作家协会会员。

## 生平

### 早年生活
郑义1947年3月生于中华民国重庆，原籍四川省双流县，在北京长大。1966年在北京高中毕业，曾参加红卫兵运动和大串连，1968年毕业于清华大学附属中学，去山西省太谷县插队，后流浪于中国东北地区、内蒙古自治區的森林草原。1974年到煤矿当木工，1977年考入晋中师专中文系。

### 改革开放后
1979年，郑义以红卫兵运动中的“武斗”为背景写出处女作《枫》，揭示了一代人的痛苦和挣扎，同名改编电影《枫》于1980年上映。1981年毕业分配到晋中文联，任文学期刊编辑。此后，郑义发表了中篇小说《远村》和《老井》等，其中《远村》写的是太行旱区人打井寻源为主线表现了黄河人民的艰辛、获1984年度全国优秀小说奖。1984年底到山西省作协筹办大型文学刊物《黄河》，时为该协会的“专业作家”。
1987年，由本人原著并亲自改编为电影的《老井》获东京国际电影节最高奖“金麒麟奖”，为中国最早获重要国际电影节奖项的影片之一，是中国电影走向世界的重要标志。与此同时，该影片囊括中国当年的“金鸡奖”（专家奖）、“百花奖”（观众奖）等奖项。
1989年，郑义获“中国一级作家”称号。依据中国作家网，郑义的作品“持有浑厚沉郁的风格和宏阔的历史感，在反映当前农村的变革生活和民族性格方面，有新的开掘和大胆的探索”。

### 流亡海外
1989年郑义因参与“六四事件”遭中国大陆官方通緝，与妻子北明（1997年至2022年曾為自由亚洲电台之記者與專欄撰稿主持）在大江南北四处逃亡，1992年至香港，翌年前往美国，此后加入普林斯顿中国学社。1993年，郑义在台湾出版关于广西文革吃人事件的《红色纪念碑》一书，引发轰动，1996年翻译为英文版在美国出版，此后又翻译成其它语言。
2001年，郑义参与创办独立中文笔会，2002-2003年任副主席，2005年起为荣誉理事，2007-2009年任第三届会长。

## 論見
根据《美国新闻与世界报导》报导，鄭義曾於《亞洲週刊》撰文，稱林彪在文化大革命爆发后不久，从陶铸处获悉毛泽东对自己关于“政变”的讲话有猜疑，林陶二人在1966年末派黄埔四期同学萧正仪赴香港，秘晤居住香港的前国军华南补给区中将司令周游（周、林、陶、萧都是黄埔四期学生）并转交一秘函，林彪在函中倾诉自己「处危疑之局，遇多疑猜忌之主，朝荣夕枯，诡变莫测，因思校长（蒋介石）爱护学生无微不至，苟有自拔之机，或不责已往之错……」。1966年11月，该函由周游送交国防部特呈蒋经国。台湾方面对此做出秘密响应，表示欢迎，但与林彪之间联系随后中断。

## 著作
- 《枫》（短篇小说），1979年，《文汇报》[9]，电影改编《枫》
- 《老井》（中篇小说集），1986年，中原农民出版社，电影改编《老井》
- 《远村》（中篇小说集），1986年，人民文学出版社
- 《红色纪念碑》，1993年，華視文化公司[13]
- 《神樹》
- 《中國之毁灭》
- 《中共建國以來十大戰爭真相》
- 《中國百年望族》
- 《反攻大陸機密檔案》
- 《火柴盒上的中國現代史》

## 外部連結
- 獨立中文筆會-鄭義簡介 （页面存档备份，存于）
- 《老井》的豆瓣页面 （页面存档备份，存于）

| 非組織職務    | 非組織職務                      | 非組織職務    |
| ------------- | ------------------------------- | ------------- |
| 前任： 刘晓波 | 独立中文笔会会长 2007年－2009年 | 繼任： 廖天琪 |